# Mýcení
Mýcení je kácení lesa (pilou sekyrou, motorovou pilou, moderními stroji např. harvestery) za účelem odlesňování. V novějším pojetí se tak nazývá též lesní těžba.
Materiál získaný těžbou se nazývá dříví a ne dřevo. Dřevo je biologický živý materiál složený z xylém (dřevní část kmene) a jeho buněk.
Odstranění pařezů po vymýcení se pak nazývá klučení.
Vymýcený kus lesa se překopal motykou, které se někde říkalo též klučovnica. Druhý rok na jaře se pozemek osel a uvláčel branami, taženými povětšinou člověkem. Tomuto způsobu využívání lesní půdy pro zemědělské účely se říká polaření. Zpravidla probíhalo 3–5 let a pěstovaly se plodiny jako byly brambory, kukuřice oves a další. Produkce takovýchto pozemků byla zpravidla vyšší než na zemědělské půdě.